# Powell River
Powell River es una ciudad canadiense situada en la provincia de Columbia Británica.

## Superficie
Powell River tiene una superficie de 28,91 km².

## Demografía
En 2021, tenía 13 943 habitantes, una densidad poblacional de 482,4 hab./km², y 6718 viviendas.